# Erica odorata
Erica odorata är en ljungväxtart som beskrevs av Gábor Gabriel Andreánszky. Erica odorata ingår i släktet klockljungssläktet, och familjen ljungväxter. Inga underarter finns listade i Catalogue of Life.